# 에우리포스 해협

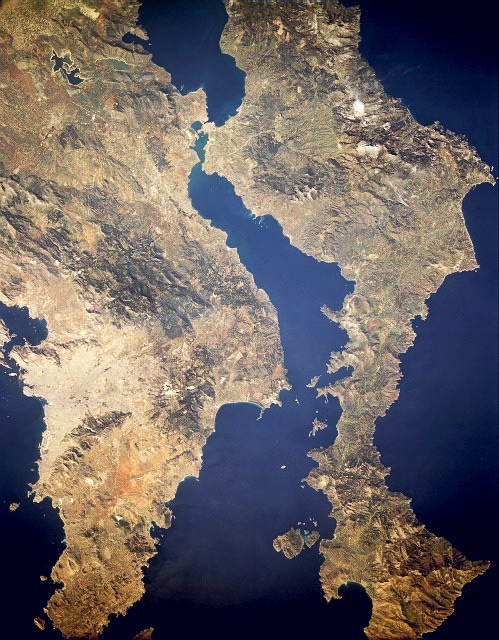
보이오티아 (왼쪽)와 에우보이아 사이의 에오리포스 해협을 보여주는 위성사진

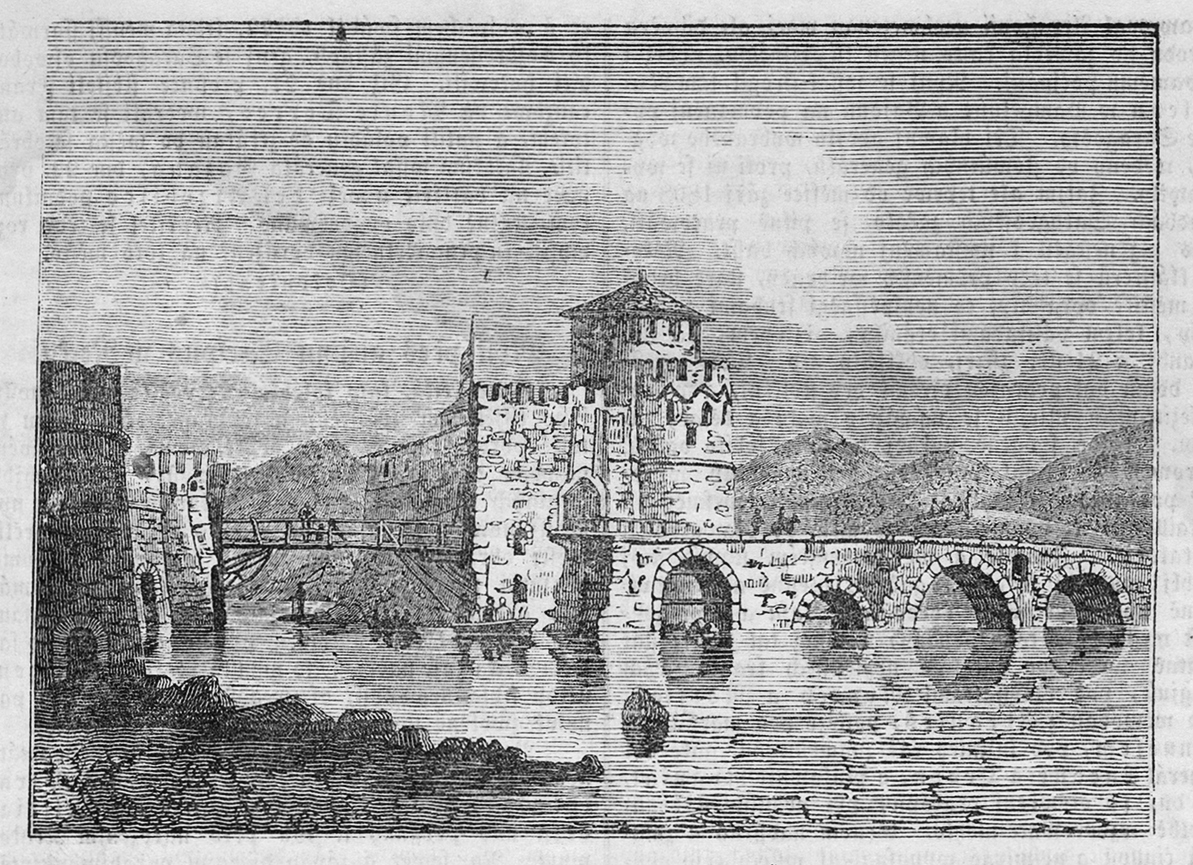
1834년의 다리

에우리포스 해협(Euripus Strait, 현대 그리스어: Εύριπος)은 에게해에 위치한 그리스 에우보이아섬과 그리스 본토의 보이오티아를 나누는 좁은 수로이다. 이 해협의 주요 항구는 해협의 가장 좁은 곳에 자리를 잡고 있는 에비아에 있는 할키스이다.
이 해협은 하루에 네 번 정도로 방향을 거슬러 오는 강한 해류에 잘 노출된다. 지중해 동부의 해협의 흐름은 매우 약한 편이지만, 이 해협의 상당히 예외적인 편이다. 남쪽이던, 남쪽이던 해류는 시간당 12km 속도로 정점에 이르며, 이 때에는 배가 거슬러 운항하지 못한다. 역류에 가까워지면, 소용돌이 생성으로 인해 더욱 항해가 조심스러워진다.
스위스 학자 프랑수아 알퐁스 포렐은 수수께기 현상을 호소학 연구와 한정된 수역에서 온도를 달리하는 물의 층이 두텁게 진동한다는 정진동의 발견으로 이해하는데 기여를 했다. 그러나 아테네 관측소 소장인 D. 에기니티스가 1929년에 결론을 발표하면서 그 문제가 완전히 해결되었다.